# Hautecourt-Romanèche
Hautecourt-Romanèche ist eine französische Gemeinde im Département Ain in der Region Auvergne-Rhône-Alpes. Sie gehört zum Arrondissement Bourg-en-Bresse und zum Kanton Saint-Étienne-du-Bois.

## Geografie
Die Gemeinde Hautecourt-Romanèche liegt auf halbem Weg zwischen den Städten Bourg-en-Bresse und Nantua. Die östliche Gemeindegrenze folgt auf sechs Kilometern Länge dem hier tief eingeschnittenen Fluss Ain. Nachbargemeinden sind Grand-Corent und Cize im Norden, Bolozon im Nordosten, Serrières-sur-Ain im Osten, Poncin im Süden sowie Bohas-Meyriat-Rignat und Villereversure im Westen. Durch Hautecourt-Romanèche führt die Route nationale 79.

## Bevölkerungsentwicklung
| Jahr                       | 1962 | 1968 | 1975 | 1982 | 1990 | 1999 | 2010 | 2021 |
| Einwohner                  | 469  | 446  | 456  | 549  | 588  | 676  | 773  | 758  |
| Quellen: Cassini und INSEE |      |      |      |      |      |      |      |      |

## Sehenswürdigkeiten
- Burgruine „Donjon de Buenc“, Monument historique
- Kirche Saint-Laurent im Ortsteil Hautecourt
- Kirche Saint-Paul im Ortsteil Romanèche

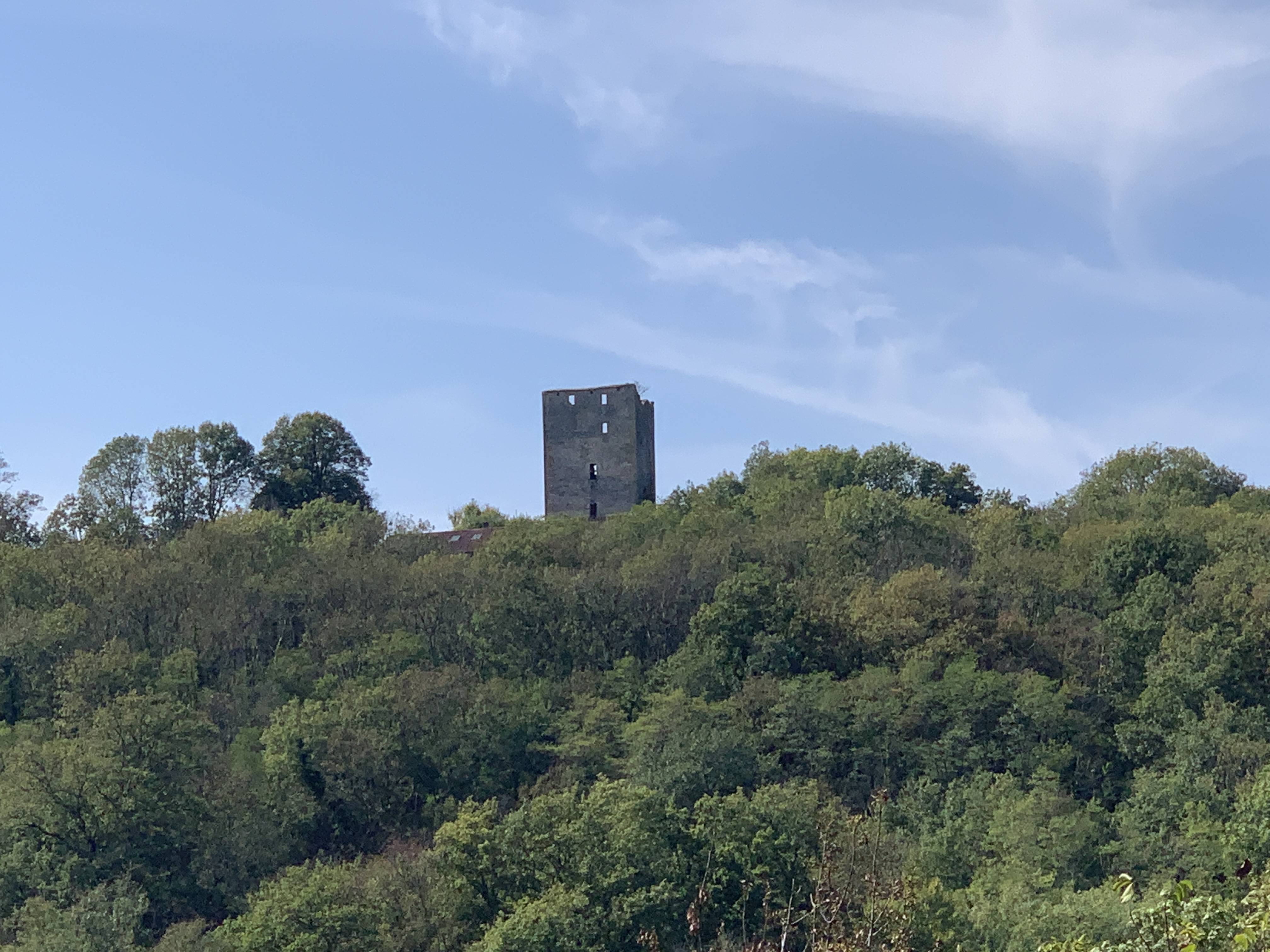
Burgruine
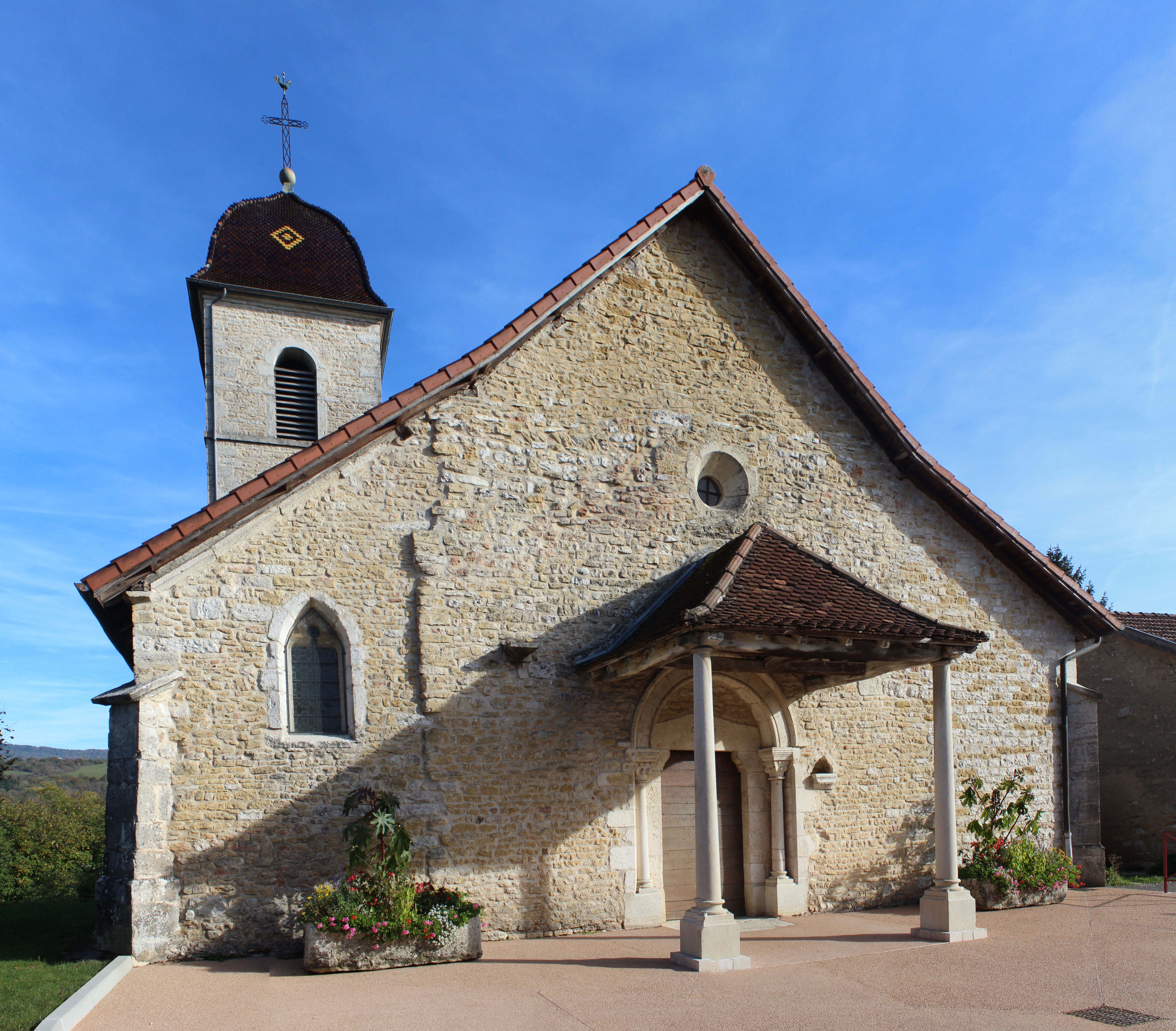
Kirche Saint-Laurent
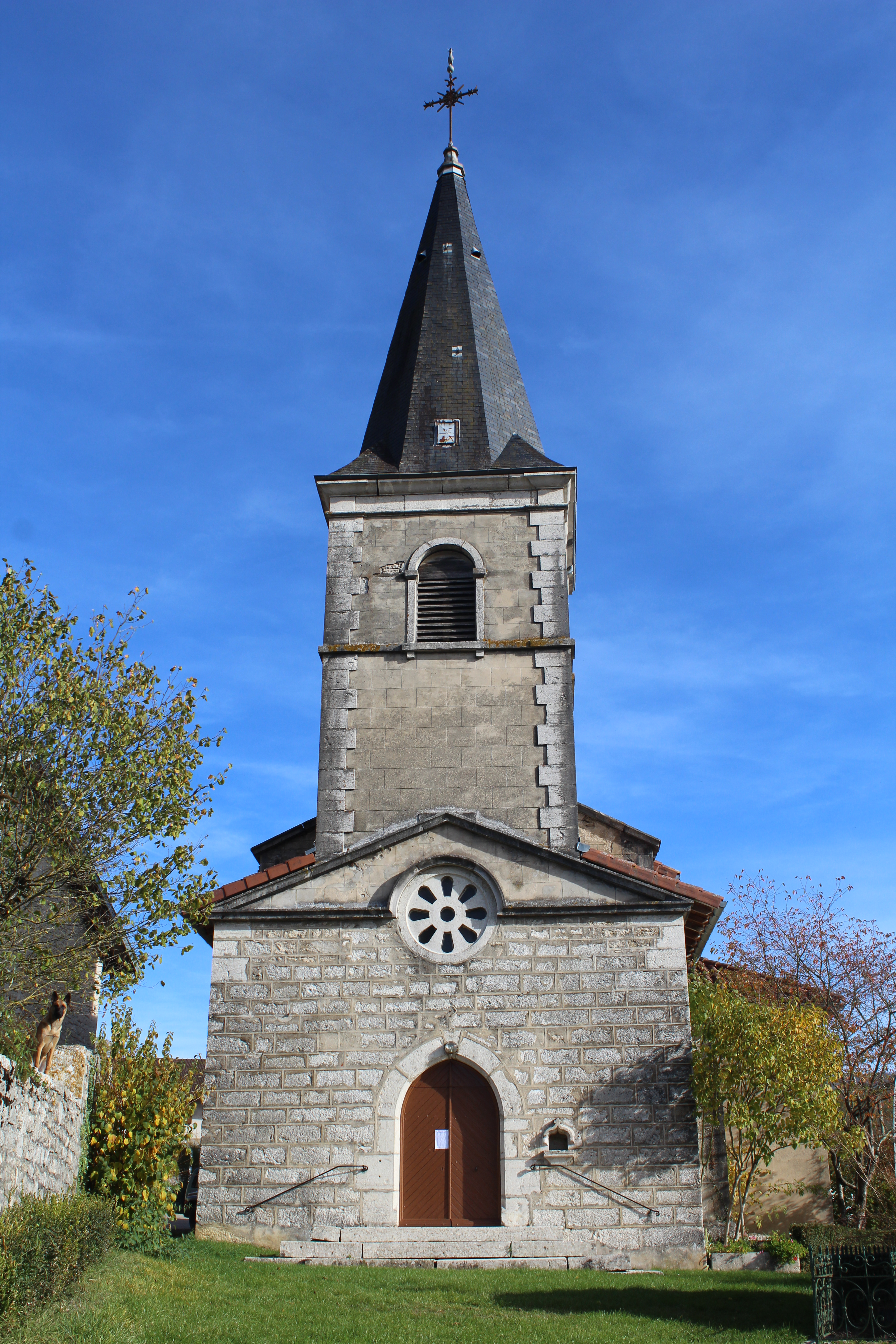
Kirche Saint-Paul
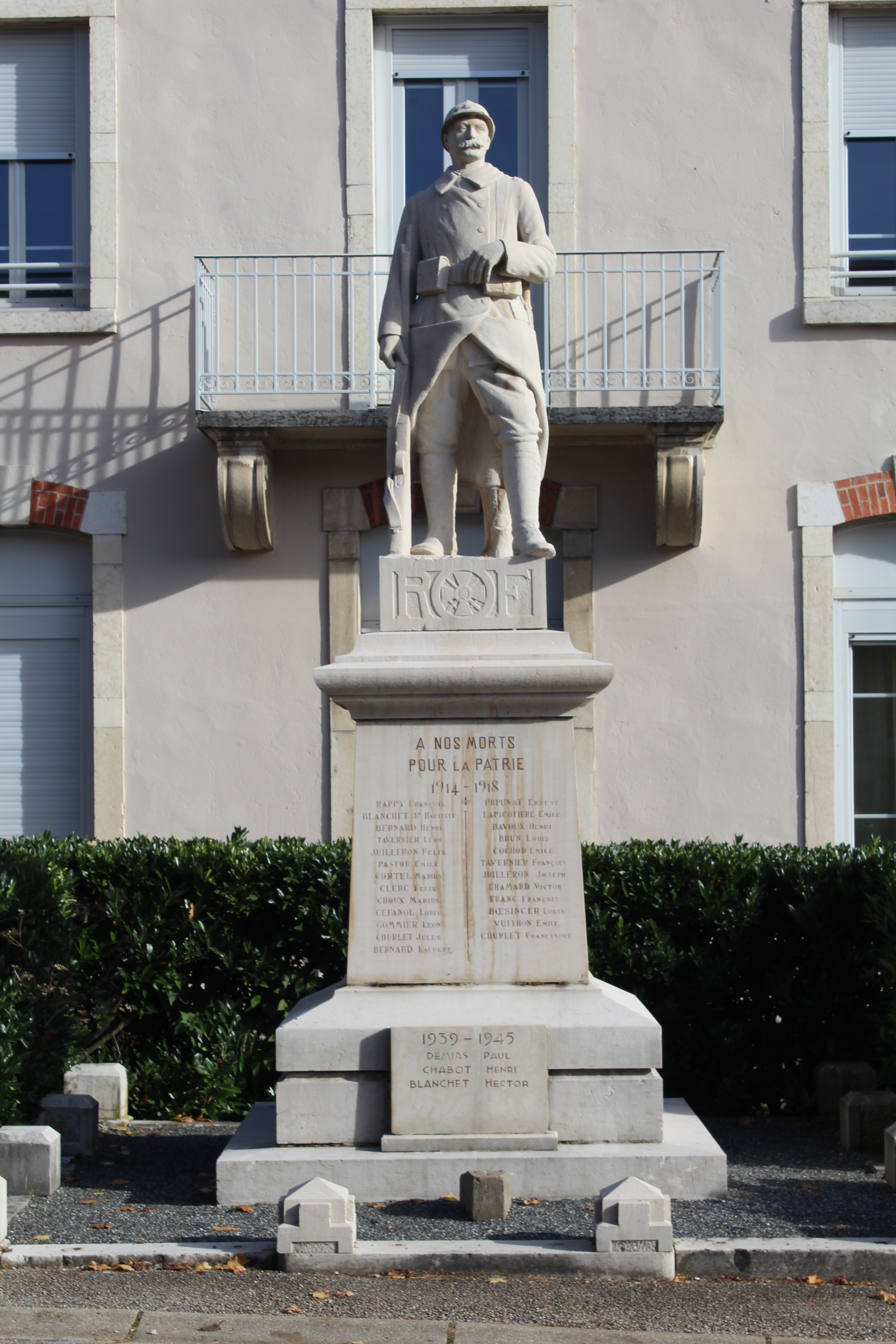
Gefallenendenkmal in Hautecourt
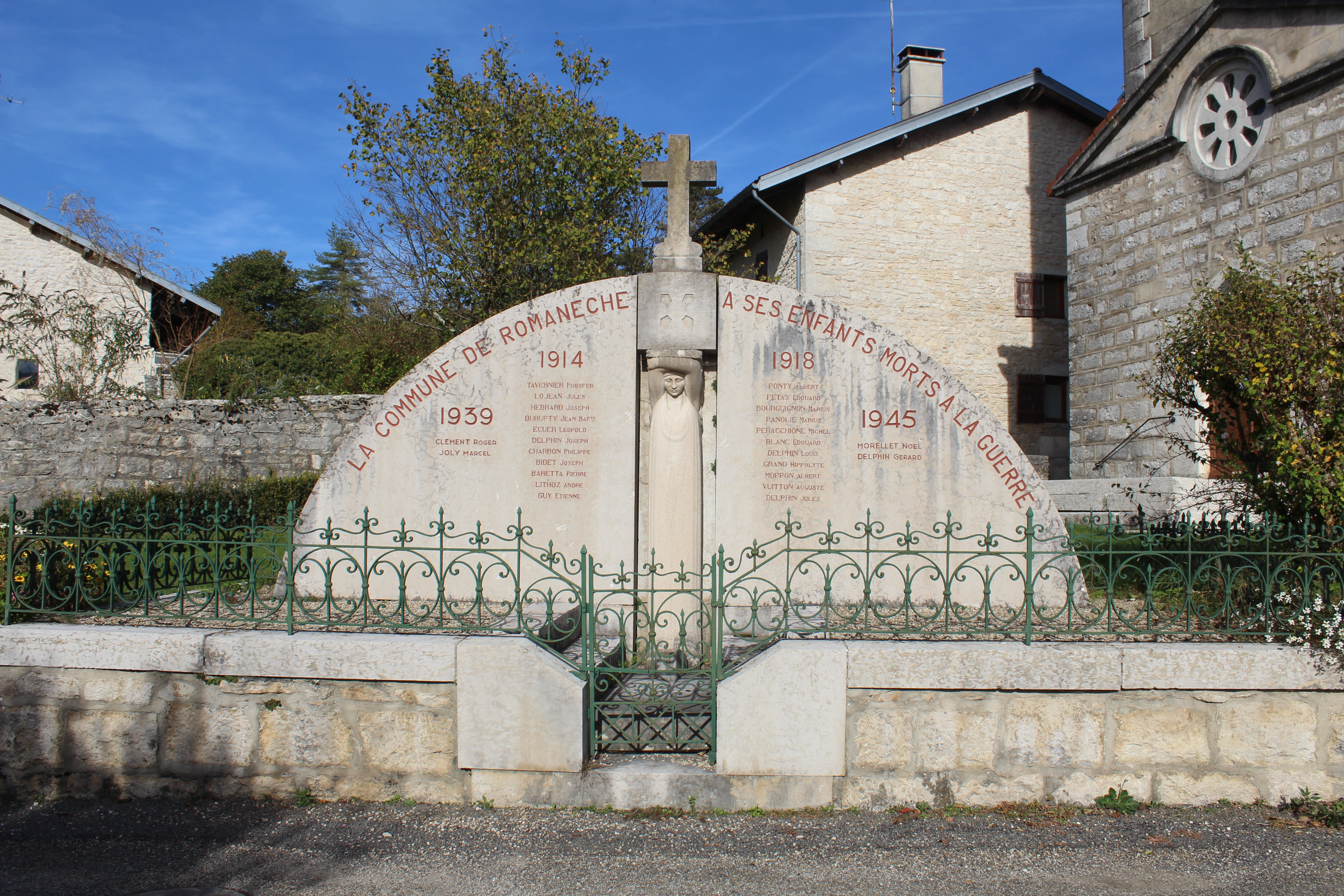
Gefallenendenkmal in Romanèche